# Шполянська волость
Шполянська волость — історична адміністративно-територіальна одиниця Звенигородського повіту Київської губернії з центром у містечку Шпола.
Станом на 1886 рік складалася з 4 поселень, 7 сільських громад. Населення — 13809 осіб (6949 чоловічої статі та 6860 — жіночої), 1546 дворових господарства.
|                     | Площа, десятин | У тому числі орної, дес. |
| ------------------- | -------------- | ------------------------ |
| Сільських громад    | 7098           | 6351                     |
| Приватної власності | 14907          | 10174                    |
| Надільної власності | 289            | 209                      |
| Іншої власності     | 371            | 298                      |
| Загалом             | 22294          | 16734                    |

Поселення волості:
- Шпола — колишнє власницьке містечко при річці Шполка за 33 версти від повітового міста, 3069 осіб, 529 дворів, 2 православні церкви, синагога, 2 єврейських молитовних будинки, 2 школи, 2 лікарні, залізнична станція, 3 постоялих двори, трактир, ренськовий погріб, 27 постоялих будинків, 147 лавок, базар, 23 вітряних млина. За 3 версти — бурякоцукровий завод з механічними майстернями.
- Васильків — колишнє власницьке село при річці Князька, 2400 осіб, 404 двори, православна церква, 3 постоялих будинки, лавка, 13 вітряних млинів.
- Мар'янівка — колишнє власницьке село при річці Ташлик, 1151 особа, 197 дворів, православна церква, школа, 3 постоялих будинки.
- Сигнаївка — колишнє власницьке село при річці Сухий Ташлик, 1800 осіб, 2 православні церкви, 3 постоялих будинки, 9 вітряних млинів.

Старшинами волості були:
- 1909—1915 роках — Василь Петрович Гавура[2][3][4][5][6].